# Arcadia (filme)
Arcadia é um filme norte-americano de 2012 dirigido por 	Olivia Silver.